# Patricia Purtschert

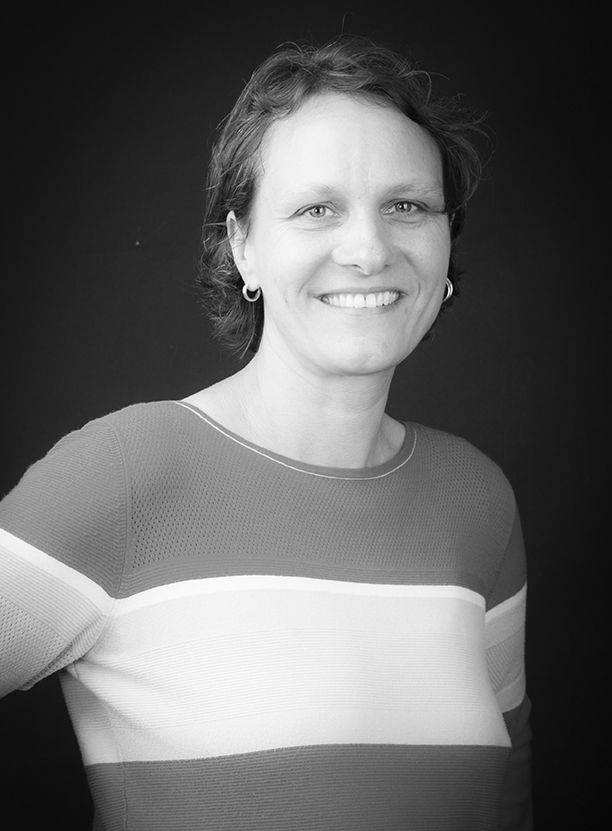
Patricia Purtschert

Patricia Purtschert (* 1973) ist eine Schweizer Philosophin, Geschlechterforscherin und Kulturwissenschaftlerin. 

## Ausbildung und akademischer Werdegang
1994 bis 2000 studierte Purtschert Philosophie, Neuere Allgemeine Geschichte und Deutsche Literaturwissenschaft an der Universität Basel. 1997 bis 1998 war sie Visiting Student an der Universität von Ghana in Legon/Accra. 2005 wurde Purtschert bei Annemarie Pieper an der Universität Basel in Philosophie mit einer Arbeit zum Euro- und Androzentrismus bei Hegel und Nietzsche promoviert. Als Doktorandin war sie Assistentin von Andrea Maihofer am Zentrum Gender Studies der Universität Basel. 2002–2004 war sie Visiting Scholar auf Einladung von Judith Butler an der University of Berkeley, Kalifornien.
Nachdem Purtschert von 2004 bis 2006 eine Stelle als Gesamtkoordinatorin des SUK-Kooperationsprojektes Gender Studies Schweiz innegehabt hatte, folgten Forschungsaufenthalte an der Universität Paris-Nanterre und am Kulturwissenschaftlichen Seminar der Humboldt-Universität zu Berlin. 2010 bis 2014 arbeitete Purtschert im SNF-Forschungsprojekt «Kolonialismus ohne Kolonien? Eine Diskursanalyse der postkolonialen Schweiz» an der ETH Zürich.
Danach war Purtschert Postdoktorandin an der ETH Zürich und Visiting Scholar an der Universidad Andrés Bello in Santiago de Chile. 2016 habilitierte sie im Fach Kulturwissenschaften an der Universität Luzern. Seit Februar 2016 ist sie Ausserordentliche Professorin für interdisziplinäre Geschlechterforschung am IZFG der Universität Bern. Zusammen mit Michèle Amacker ist sie Co-Leiterin des IZFG und zusammen mit Marylène Lieber Co-Leiterin des Netzwerk Gender Studies Schweiz.

## Publikationen (Auswahl)

### Als Autorin
- Grenzfiguren. Kultur, Geschlecht und Subjekt bei Hegel und Nietzsche. Dissertation. Universität Basel, 2005. Mit einem Vorwort von Judith Butler. Frankfurt a. M. 2006, ISBN 978-3-593-38215-9 (Inhaltsverzeichnis, PDF).
- Früh los. Im Gespräch mit Bergsteigerinnen über siebzig. Ein Porträtband. Mit Fotografien von Véronique Hoegger. 2. Auflage. Baden 2011, ISBN 978-3-03919-153-6.
- Kolonialität und Geschlecht im 20. Jahrhundert: Eine Geschichte der weissen Schweiz. transcript, Bielefeld 2019, ISBN 978-3-8376-4410-4.

### Als Herausgeberin
- mit Katrin Meyer, Yves Winter (Hrsg.): Gouvernementalität und Sicherheit: Zeitdiagnostische Beiträge im Anschluss an Foucault. transcript, Bielefeld 2008, ISBN 978-3-89942-631-1.
- mit Barbara Lüthi, Francesca Falk (Hrsg.): Postkoloniale Schweiz: Formen und Folgen eines Kolonialismus ohne Kolonien. 2. Auflage. transcript, Bielefeld 2013, ISBN 978-3-8376-1799-3.
- mit Harald Fischer-Tiné (Hrsg.): Colonial Switzerland, rethinking colonialism from the margins. Palgrave Macmillan, Basingstoke 2015, ISBN 978-1-137-44273-4.